# رانش ماركت 99
99 Ranch Market (الصينية المبسطة: 大 华 超级市场، الصينية التقليدية: 大 華 超級市場)؛ هي سلسلة متاجر أمريكية مملوكة لشركة Tawa Supermarket Inc، ومقرها في بوينا بارك، كاليفورنيا. 99 Ranch لديها 54 متجرًا (منذ يونيو 2021)، بنحو أساسي في كاليفورنيا، مع متاجر أخرى في نيفادا وأوريجون وواشنطن ونيوجيرسي وتكساس وماريلاند وماساتشوستس وأريزونا وفيرجينيا. بدأت الشركة أيضًا بتقديم التسوق عبر موقعها على الإنترنت في عام 2014. وفي فبراير 2021، أطلقت الشركة أيضًا تطبيق الهاتف المحمول الخاص بها لتسليم البقالة. تأسست في عام 1984 من قبل المهاجر التايواني روجر إتش تشين، نمت 99 Ranch Market لتصبح أكبر سلسلة متاجر آسيوية في الولايات المتحدة. تمتلك الشركة الأم Tawa Supermarket Inc. أيضًا 168 متجر، وهي سلسلة متاجر تايوانية أمريكية أصغر حجمًا لها 6 متاجر في كاليفورنيا ونيفادا.

## التاريخ
افتتح روجر تشين، وهو أمريكي من أصل تايواني، أول موقع للسلسلة في عام 1984 في ليتل سايجون، وهي جالية فيتنامية أمريكية تقع في وستمنستر، كاليفورنيا (مغلق الآن). في عام 1987، افتُتح سوق ثان في مونتيبيلو (مغلق الآن). كان يطلق عليه في الأصل 99 Price Market، ولكن تغير اسمه في النهاية إلى 99 Ranch Market لمنح المتجر اسمًا عصريًا إلى حد ما.
أدى اسم المتجر إلى بعض الالتباس على مر الزمن. الأكثر شيوعًا، هناك جدل حول اسم السلسلة، إذ يشير الكثيرون إلى المتجر باسم "Ranch 99". قد ينبع هذا من حقيقة أن اللافتات الأمامية للعديد من مواقع المتاجر مصممة بشعار «99» بين كلمتي RANCH و MARKET، ومع ذلك، فقد سُميت الشركة دائمًا رسميًا باسم 99 Ranch. إضافةً إلى ذلك، تقع بعض المتاجر (خاصة تلك الموجودة في جنوب كاليفورنيا) في منطقة السوق نفسها، مثل متاجر 99 Cents Only المسماة بالمثل، ولكن مع ذلك لا توجد علاقة بين السلسلتين 99 Ranch Market متخصص في منتجات السوبر ماركت الآسيوي الأمريكي، بينما 99 Cents Only متجر متنوع يبيع المنتجات بسعر ينتهي بـ 99 سنتًا. وبالمثل، في فينيكس، وأريزونا، يوجد سوبر ماركت عرقي مشابه يسمى Pro's Ranch Market، ولكن بدلًا من بيع المنتجات الآسيوية، فإنه يبيع منتجات مكسيكية مختلفة تمامًا.
قبل عام 1998، كانت جميع المتاجر التي جرى افتتاحها خارج كاليفورنيا من طريق أصحاب الامتياز. باستثناء متجر واحد في نيفادا، فشلت جميع هذه الامتيازات (هاواي وجورجيا)، أو أصبحت مستقلة (إندونيسيا)، أو كليهما (أريزونا).
في أول توسع لها خارج كاليفورنيا، افتتحت المتاجر المملوكة للشركة في منطقة سياتل في مركز تسوق جريت وول في عام 1998، ومتجر ثان في مركز إدموندز للتسوق في عام 2003.
على مر السنين، تطورت 99 Ranch Market لتصبح أكبر سلسلة متاجر  آسيوية، مع مرافق الإنتاج الخاصة بها، متضمنةً المزارع ومصانع المعالجة. يقع المقر الرئيسي للسلسلة حاليًا في بوينا بارك، كاليفورنيا. إضافةً إلى متاجرها الأمريكية، فإنها تحتفظ بمرافق الإنتاج الخاصة بها في الصين، وقد نفذت هذه المصانع المملوكة للشركة إجراءات مراقبة الجودة لضمان توافق المنتجات من الصين مع معايير ولوائح إدارة الغذاء والدواء.
جرى إنشاء متجر امتياز في أتلانتا في الساحة الآسيوية في عام 1993. كان هذا المتجر غير قادر على التنافس مع السلاسل التي افتُتحت مؤخرًا في الساحل الشرقي مثل سوبر إتش مارت، وأغلق في عام 2010.
في عام 1993، أنشأت Tawa Supermarkets، الشركة الأم لسلسلة متاجر 99 Ranch Asian، سلسلة سوبر ماركت صينية كندية تسمى (T & T Supermarket大 統 華) بوصفه مشروعًا مشتركًا مع Uni-President Enterprises Corporation of Taiwan، ومجموعة من الكنديين مستثمرين برئاسة الرئيس والمدير التنفيذي سيندي لي. بدأت  T & T في البداية متاجرها في منطقة فانكوفر، ثم توسعت في جميع أنحاء كندا إلى إدمونتون وكالجاري وتورنتو. باع Tawa وشركاؤه سلسلة T&T Supermarket إلى شركات Loblaw في عام 2009 مقابل 225 مليون دولار.
في عام 1995، افتُتح أول 99 موقعًا لسوق مزرعة في ولاية نيفادا من طريق الامتياز الذي كان يمتلكه جيسون تشين، ابن أخ تشين، ليكون بمثابة مذيع لتطوير الحي الصيني الجديد في لاس فيجاس. جرى افتتاح موقع ثان في منطقة لاس فيغاس بعد عقدين من الزمن في أكتوبر 2015.
في فينيكس، تم إنشاء متجر امتياز من قبل E&E Supermarkets في عام 1997 في المركز الثقافي الصيني. لسوء الحظ، لم يدم هذا المشروع طويلًا. تقدمت E&E Supermarkets بطلب الإفلاس في عام 1999، وأغلق المتجر في النهاية. عاد 99 Ranch market إلى سوق فينيكس في مايو 2021 من طريق افتتاح متجر في تشاندلر، وأريزونا.